# Expoziția Tinerimii artistice din anul 1904
Expoziția Tinerimii artistice din anul 1904 a fost cea de a treia manifestare expozițională a Societății Tinerimea artistică. Deschiderea ei s-a făcut în ziua de 15 martie a anului 1904 la Ateneul Român din București și i-a avut ca principali actori pe Constantin Artachino, Ștefan Luchian, Ipolit Strâmbulescu, Kimon Loghi, Ștefan Popescu, Arthur Verona, Nicolae Grant, Nicolae Vermont, Gheorghe Petrașcu, Frederic Storck și Oscar Späthe. Societatea i-a avut ca invitați pe Cecilia Cuțescu-Storck, Petre Antonescu, Gabriel Popescu și pe pictorii greci Nikiforos Lytras, Gheraniotis și Ana Papadopol din Atena .

## Deschiderea manifestării
Societatea Tinerimea artistică a organizat în anul 1904 a treia manifestare expozițională din România și a patra de când a fost înființată. Pe lângă artiștii care au expus la precedentul eveniment de la București, au mai fost prezenți și gravorul Gabriel Popescu, Cecilia Cuțescu-Kunzer, arhitectul Petre Antonescu și pictorii greci Nikiforos Lytras, Gheraniotis și Ana Papadopol din Atena. Pictorii greci nu au fost singurii străini. Au mai participat și vienezul Gustav Gurschner și francezul C. Millés. Nicolae Grigorescu a expus cu această ocazie șapte tablouri. Expoziția s-a deschis oficial în ziua de 15 martie 1904.
În trei saloane ale Ateneului Român au fost aranjate cele 240 de lucrări pe care le-au adus participanții. În ziua deschiderii expoziției s-a constatat un mare aflux de vizitatori. La orele prânzului Principesa Maria a sosit însoțită de Principele Ferdinand. A lipsit însă Carmen Sylva, care a trimis totuși câteva exponate dintre care s-a remarcat Evanghelia realizată pentru Biserica Trei Ierarhi din Iași. Ducesa de Hessa a expus patru tablouri cu flori.
Principesa și Principele Ferdinand au fost primiți la intrarea expoziției de către delegatul special al societății - Oscar Spathe. La vernisaj a mai fost prezent și Spiru Haret care era în acel an Ministrul Cultelor și Instrucțiunii Publice. Frederic Storck a deschis oficial manifestarea și a ținut un cuvant de deschidere.

Lucrări care au fost prezente la Expoziția Tinerimii artistice din anul 1904
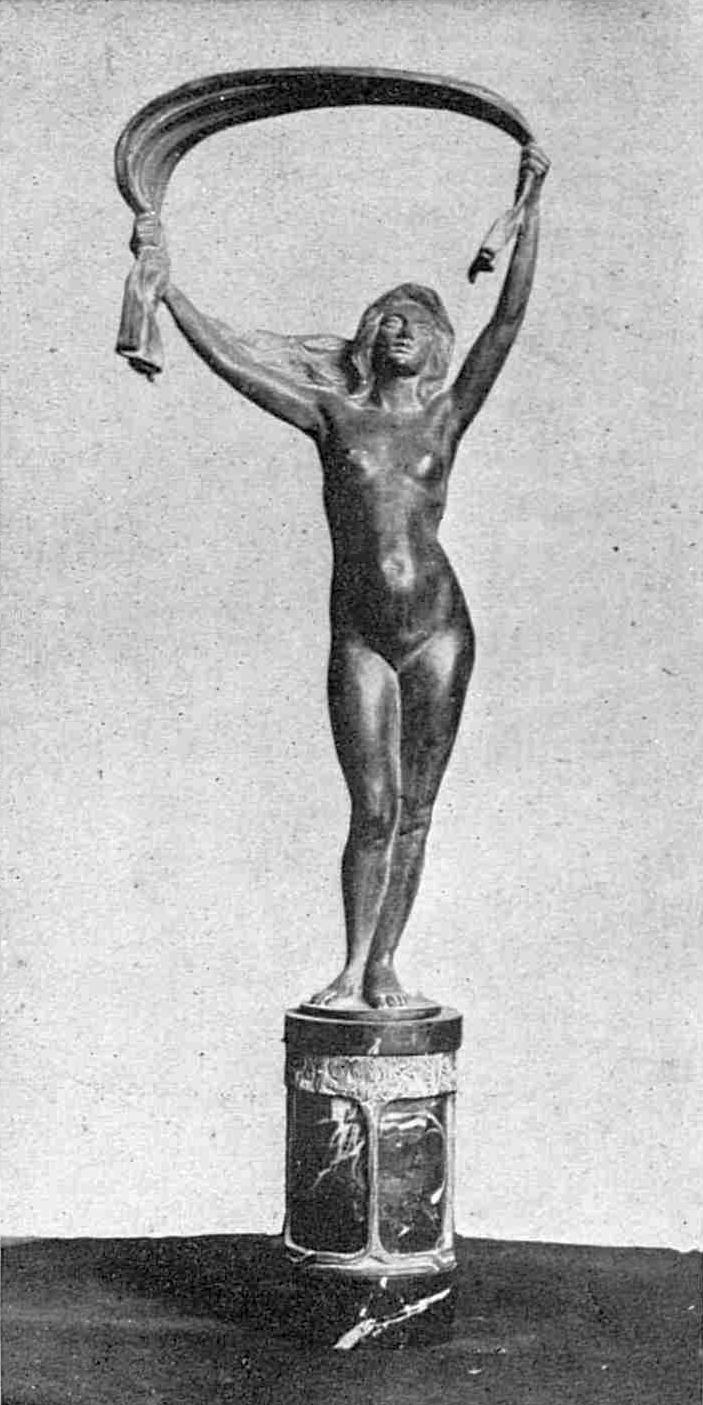
Aurora [ F. Storck ]
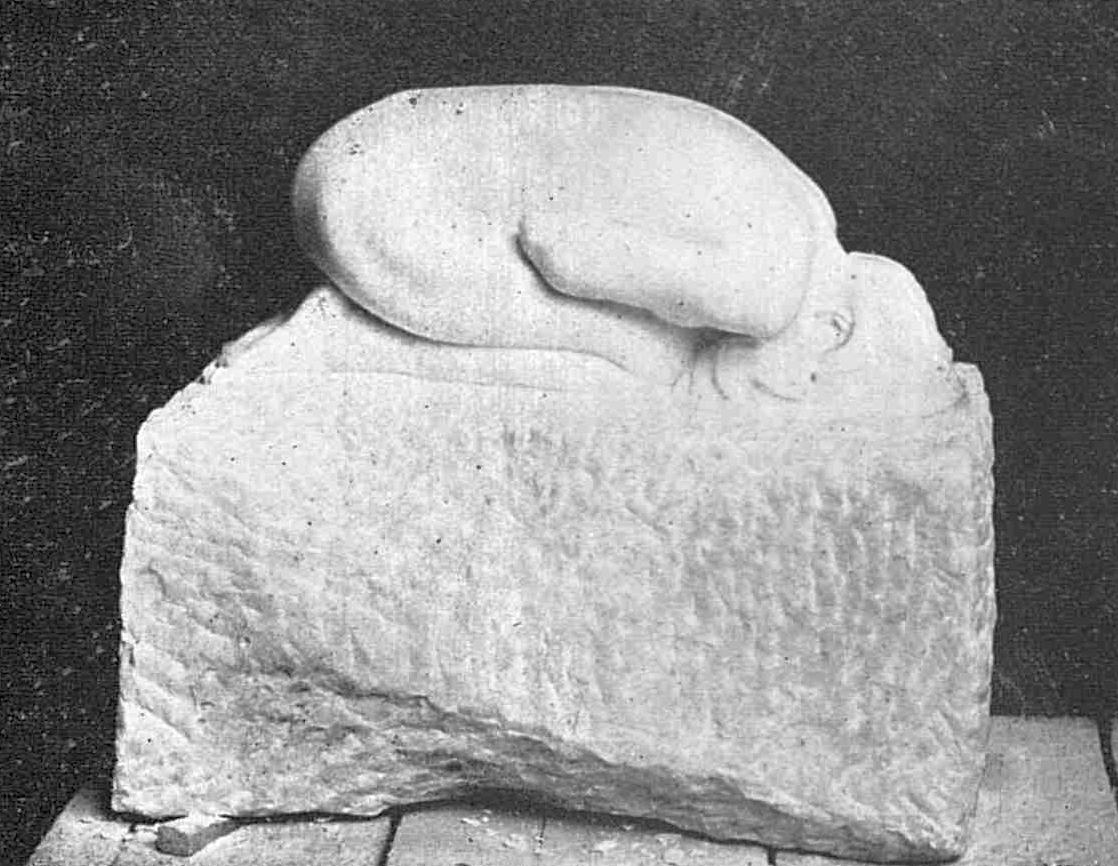
Căință [ Frederic Storck ]
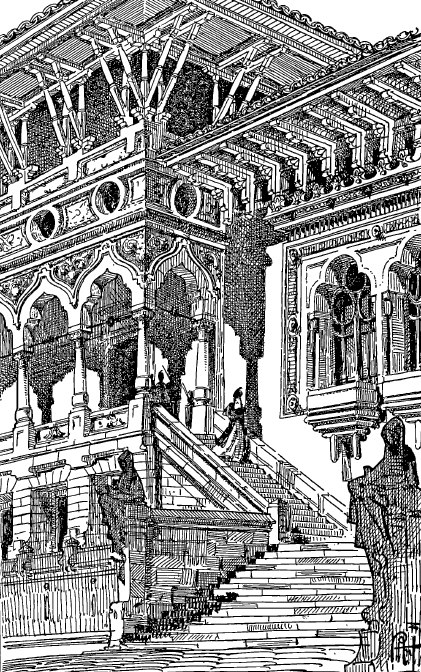
Arhitectură românească [ Petre Antonescu ]
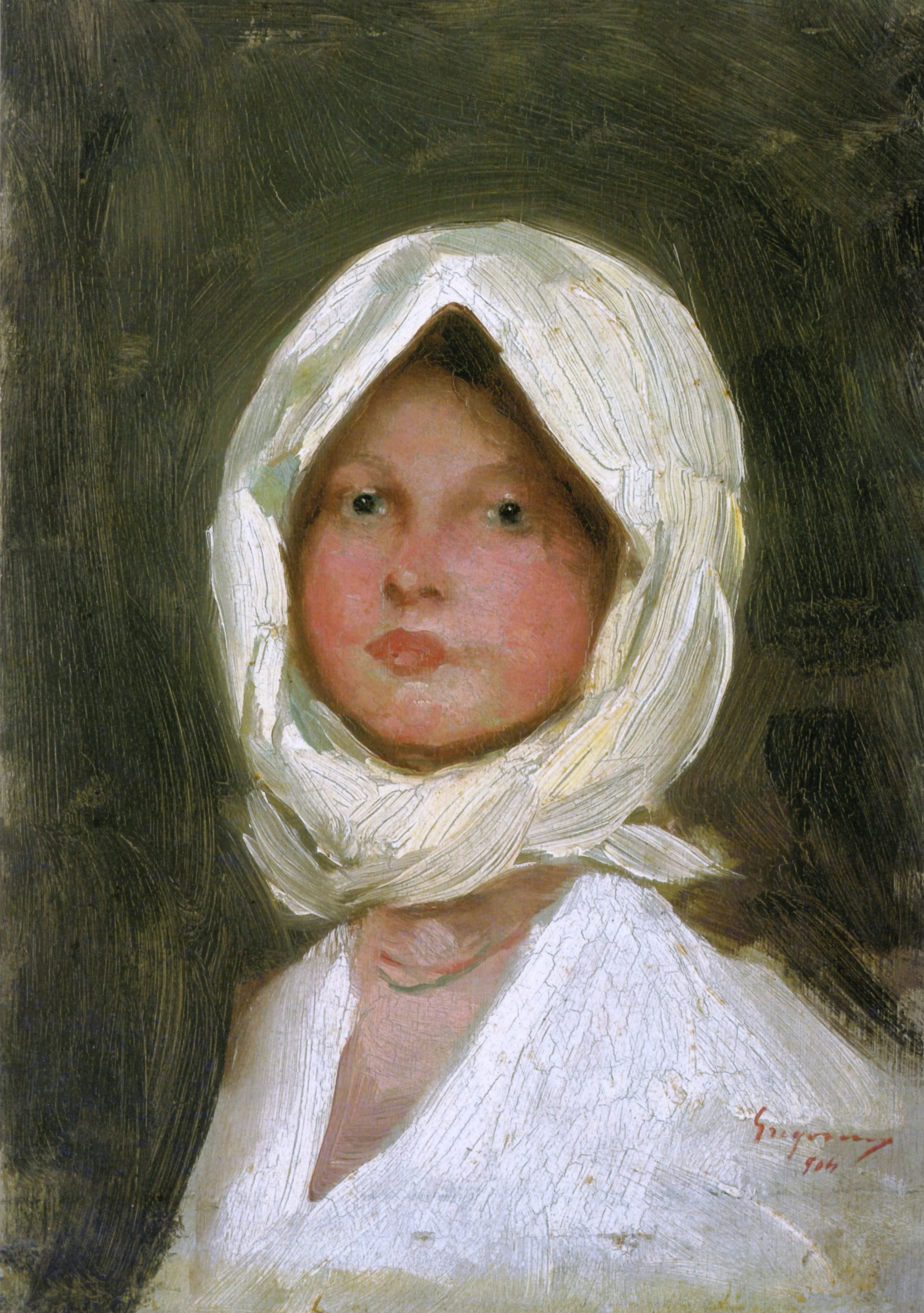
Mina [ Nicolae Grigorescu ]
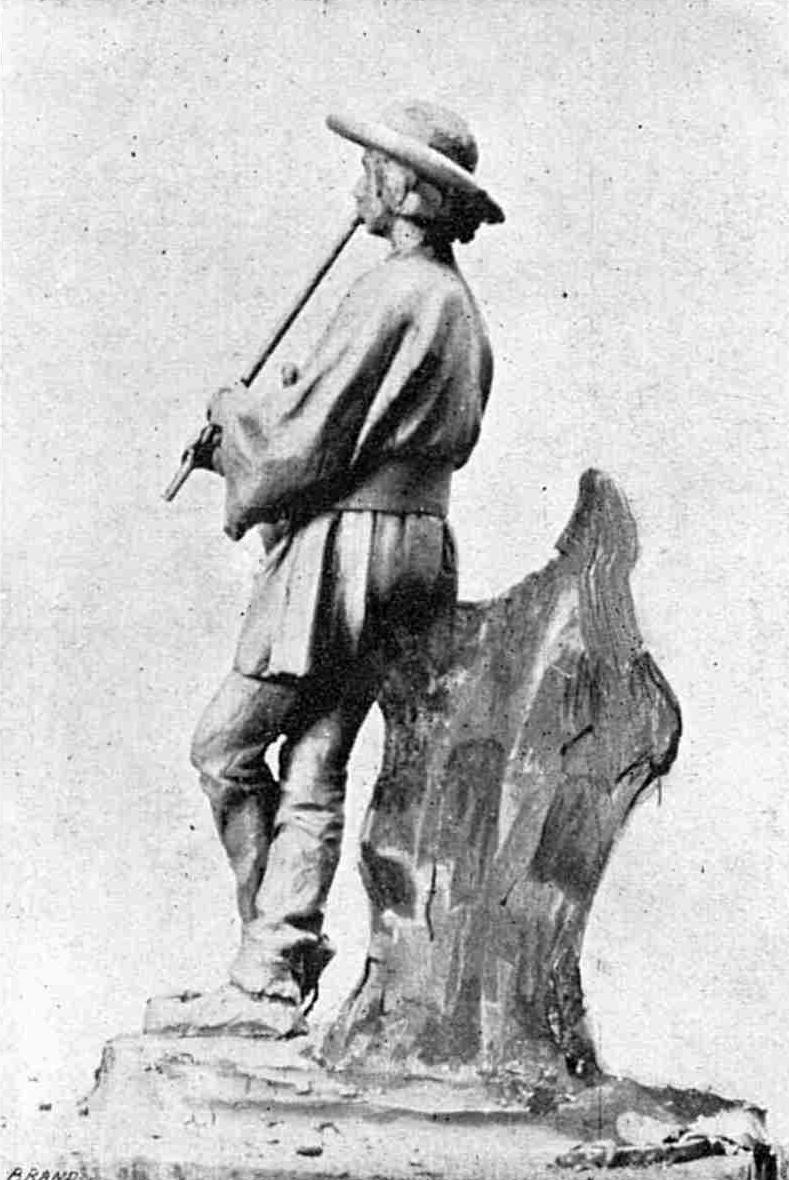
Cioban cu fluier [ Oscar Späthe ]
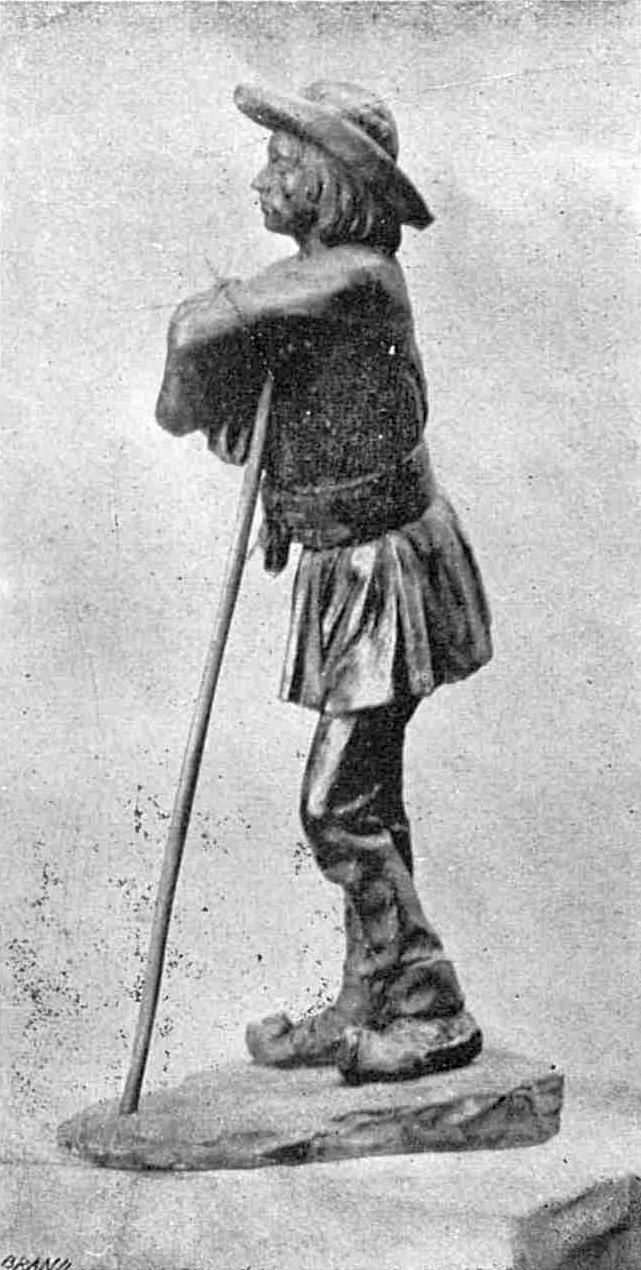
Cioban cu toiag [ Oscar Späthe ]
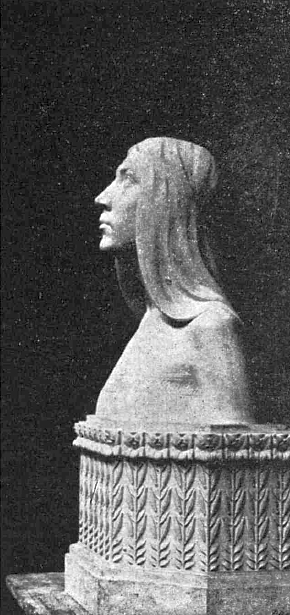
O sfântă bizantină [ O. Späthe ]

Față de precedentele expoziții al căror succes a fost mai mult de ordin moral, succesul înregistrat la această manifestare a fost și unul financiar, accentuat de marele interes arătat de publicul amator.

## Lucrări și participanți
La această expoziție au fost invitați pentru prima oară artiștii George Mărculescu, Ludovic Bassarab, Gheorghe D. Anghel, Petre Antonescu, Cecilia Cuțescu-Storck, A. L. Galeotta, Alexandru Henția, Carolse Kraus, Nikiforos Lytras, Gabriel Popescu, Lucia Rechemberg, Oscar Schmidt, Oscar Späthe, Maria Stanian Radu. A fost invitată și Regina Elisabeta a României. Cronica de artă a comentat lucrările următorilor artiști:
- Nicolae Grigorescu - a expus șapte tablouri din colecția lui Alexandru Vlahuță. Două din ele erau Peisaj de toamnă și Interior de țigani la Fontainebleau.[6]
- George Mărculescu - a participat cu tablouri cu scene de interior. Cel mai apreciat dintre ele a fost cel în care a înfățișat o femeie pe jumătate goală, în poziția șezând, într-un fotoliu stil Ludovic al XV-lea.[6]
- Cecilia Cuțescu-Storck - a avut două lucrări, din care Un studiu de nud a fost considerat a fi remarcabil.[6]
- Jean Alexandru Steriadi - a expus Țăgănci, câteva capete de expresie și Interior de cârciumă breton.[6]

- Ludovic Bassarab - cu câteva tablouri care aminteau de școala olandeză și flamandă - Van Ostade, Teniers, etc.[6]
- Vienezul Gurschner - cu piese de sculptură aplicată.[6]
- Francezul C. Millés - cu o statuie intitulată Maternitate, el fiind considerat de critică un demn urmaș al lui Rodin.[6]
- D. Kraus - a expus un bust al dlui Thierin.[6]
- Constantin Artachino - a avut o serie de peisaje de iarnă.[6]
- Arthur Verona - a afișat studii de culoare, căutând să releve toate mijloacele pe care le are natura. Remarcabil pentru acest eveniment expozițional a fost pânza intitulată Studiu de călăreț arab.[6]
- Nicolae Grant - a adus pe simeze interioruri bretone, redate în opinia unui cronicar "... cu o oarecare economie mijloace". A mai expus și mai multe acuarele.[6]
- Kimon Loghi - cu peisaje și scene orientale.[6]
- Ștefan Luchian - după cum se știe tematica sa, a venit cu flori și peisaje.[6]
- Gheorghe Petrașcu - a venit cu lucrări sumare și de o simțire adâncă, sălbatice, și pline de poezie cu o cromatică ieșită din comun. A expus și portrete ce aminteau de Școala olandeză și Renaștere.[6]
- Ștefan Popescu - a fost prezent cu marine bretone liniștite cu predominante argintii. De menționat lucrarea Notre dame de la Joie și Zi de slujbă în Bretania.[6]
- Ipolit Strâmbulescu - a avut studii serioase și pânze cu scene rurale. A fost remarcată Țiganca râzând.[6]
- Nicolae Vermont - a prezentat vederi din București, o scenă biblică și câteva peisaje.[6]
- Frederic Storck - de remarcat bustul dlui Castaldi.[6]
- Oscar Späthe și Dimitrie Mirea.[6]

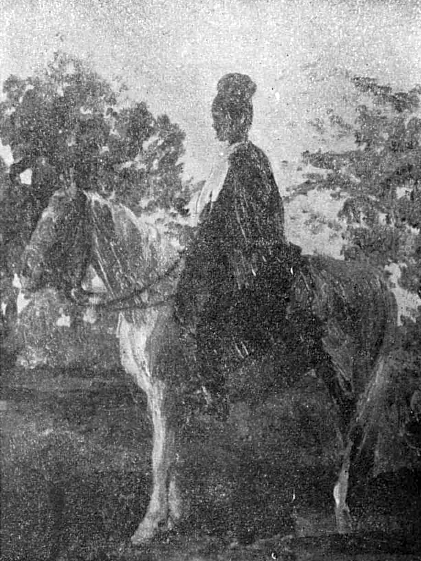
Fecior boieresc [ Arthur Verona ]
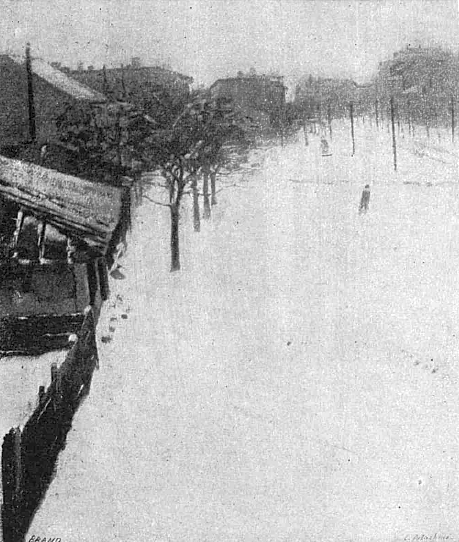
Bulevardul Pake iarna [ Constantin Artachino ]
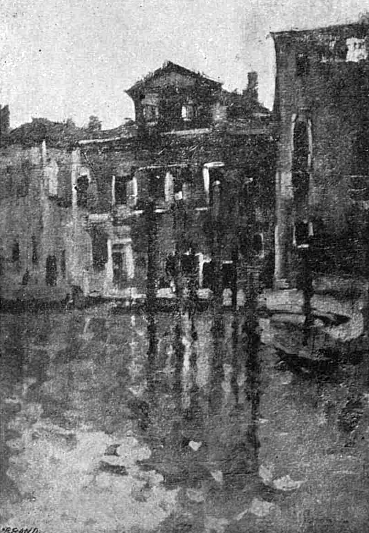
Case în Veneția [ Gheorghe Petrașcu ]
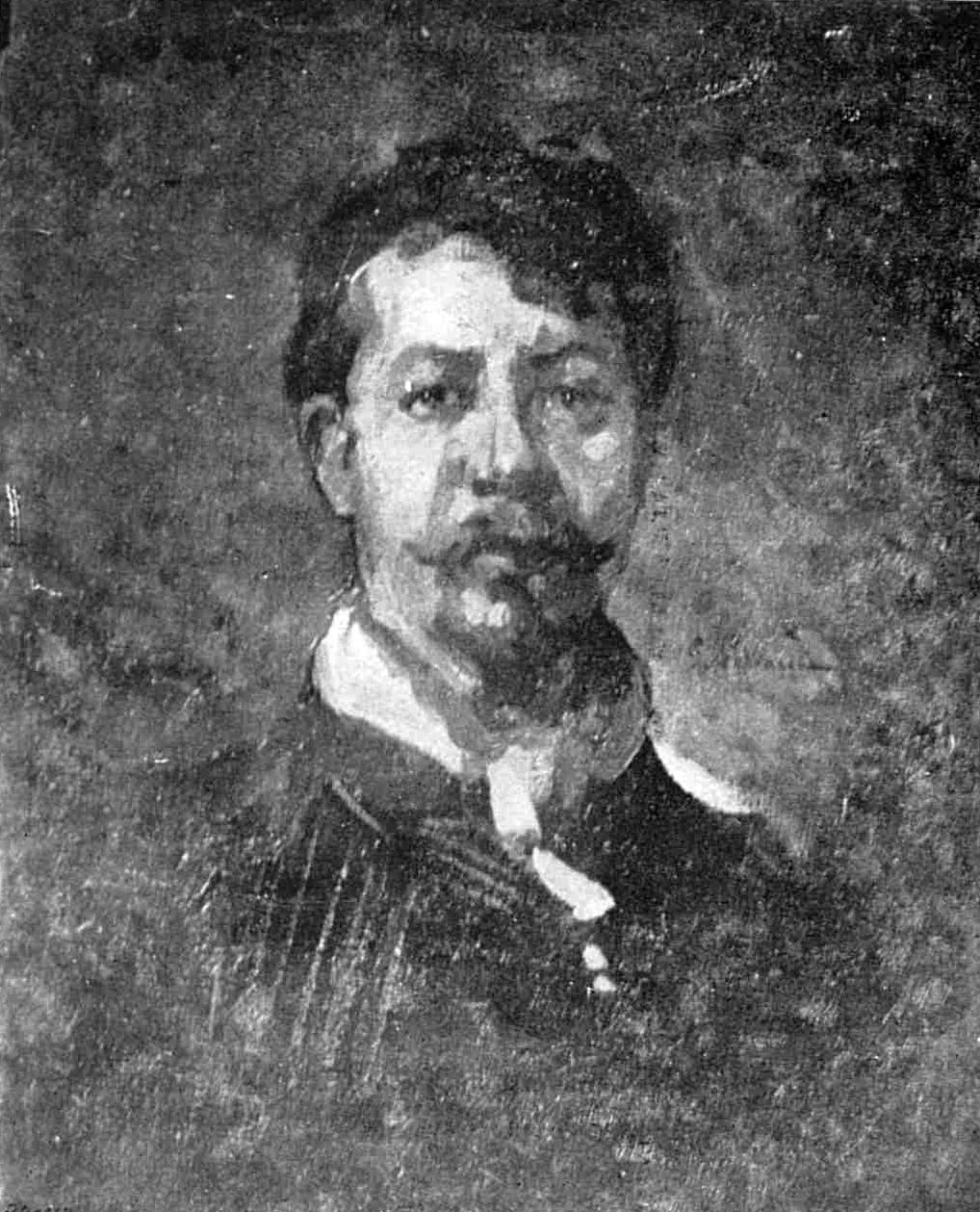
Studiu de portret [ Gheorghe Petrașcu ]
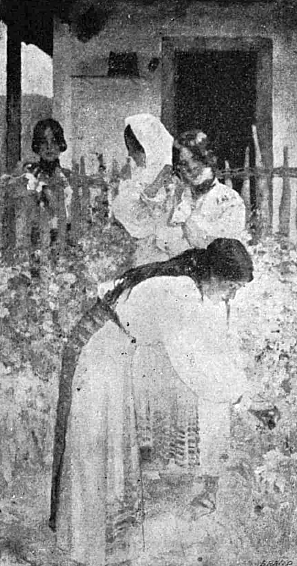
Între flori [ Ipolit Strâmbu ]
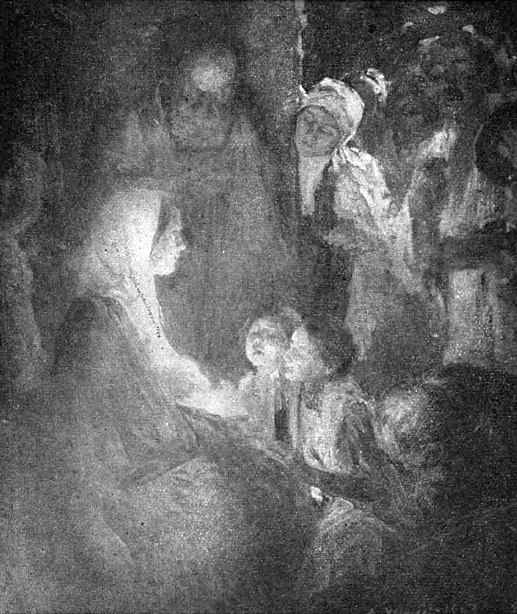
Închinarea păstorilor [ Nicolae Vermont ]
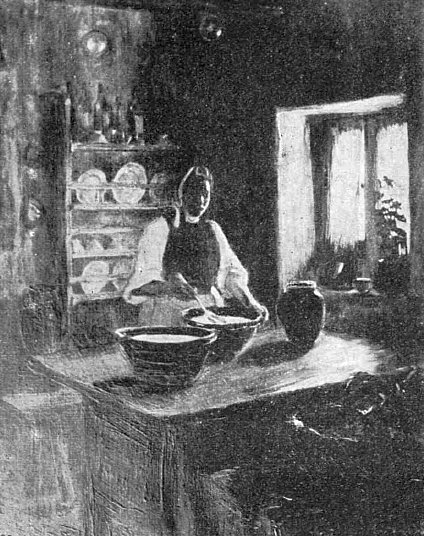
Interior breton [ Nicolae Grant ]
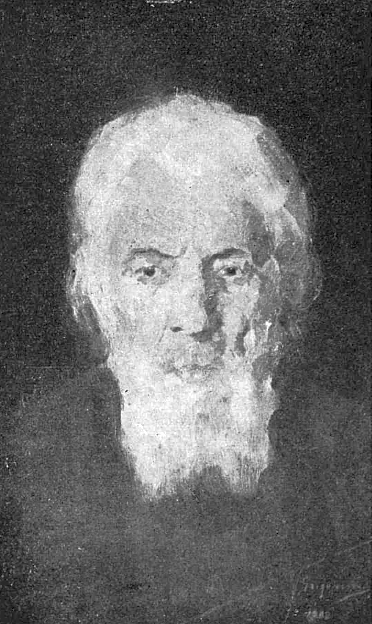
Monahul Nectarie [ Nicolae Grigorescu ]
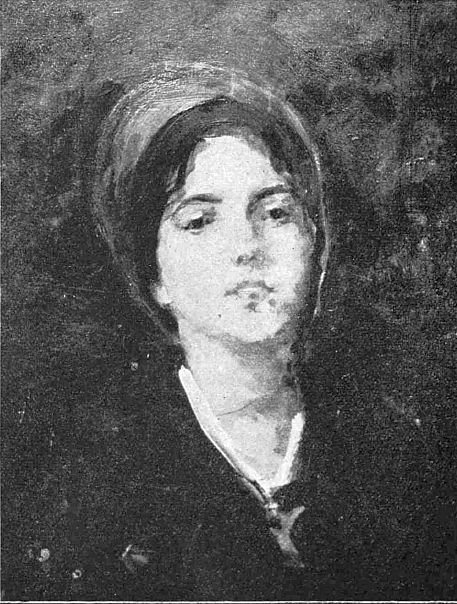
Țăranca [ Nicolae Grigorescu ]
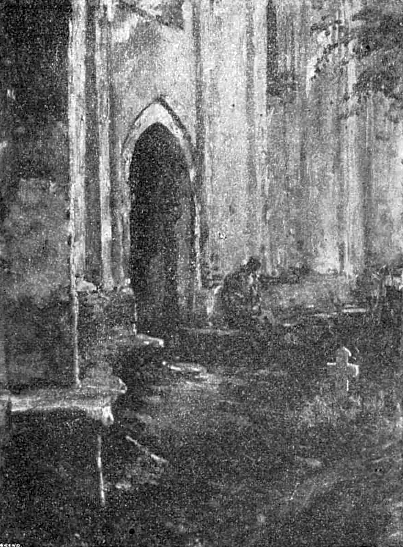
La mănăstire [ Nicolae Vermont ]

Imagini cu exponate de la această expoziție se găsesc la commons.